# Tedhakatti
Tedhakatti (en népalais : टेढाकट्टी) est un comité de développement villageois du Népal situé dans le district de Bara. Au recensement de 2011, il comptait 4 757 habitants.